# Fauteuil de réalisateur

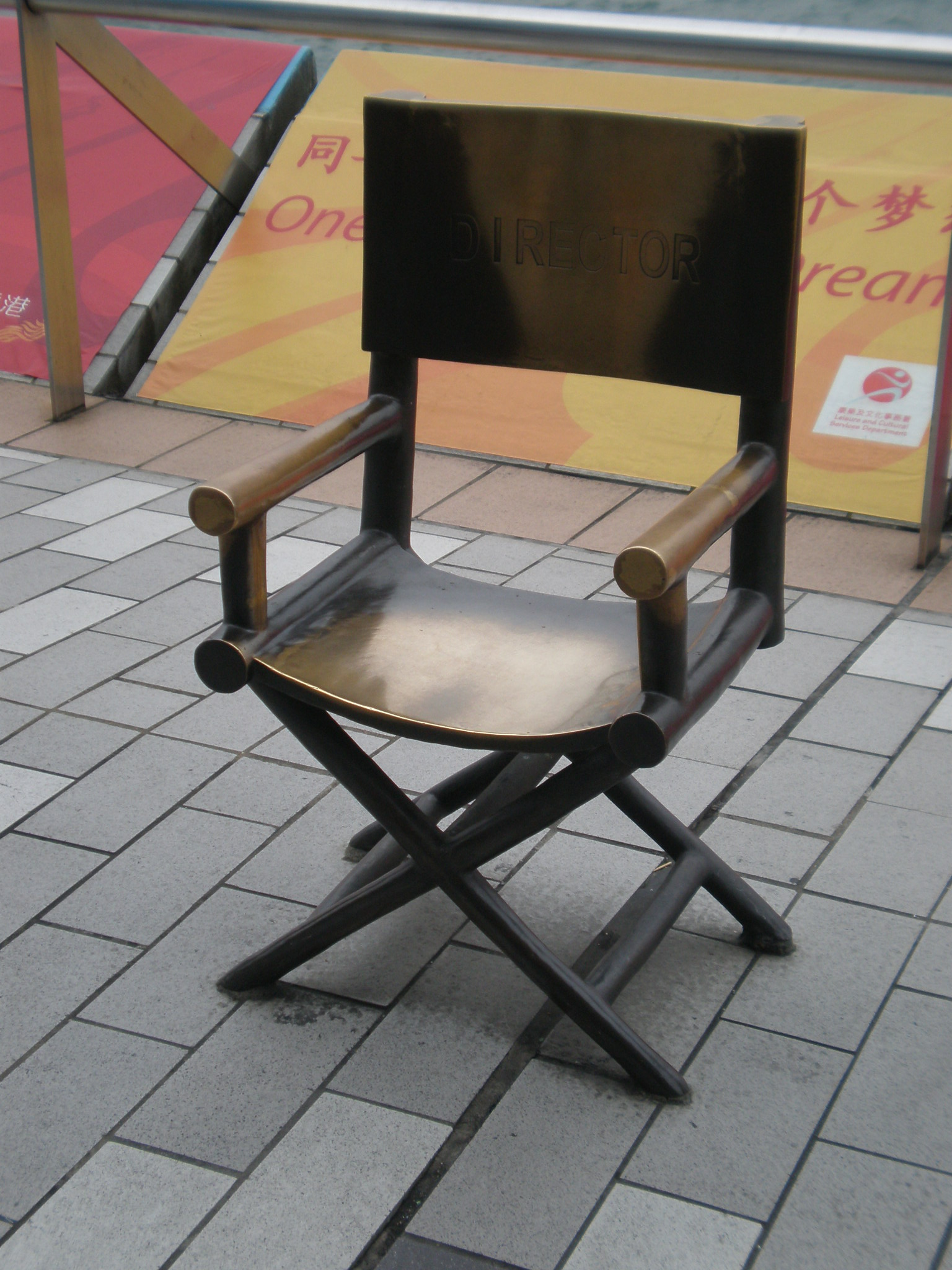
Sculpture d'un fauteuil de réalisateur à Hong Kong.

Un fauteuil de réalisateur (en anglais : director's chair), ou fauteuil de metteur en scène, est un type de fauteuil pliable destiné à asseoir les réalisateurs de films et metteurs en scène de cinéma, ainsi que les principaux comédiens. Ces sièges ont la particularité de mentionner, sur leur dossier, le nom des personnes concernées.

## Caractéristiques
L'assise et le dossier sont généralement en toile de coton, ; le piètement et les accotoirs sont le plus souvent en bois, parfois en métal ou faits de matière plastique.

## Histoire
En 1892, l'entreprise américaine Gold Medal Chairs présente un modèle de fauteuil pour réalisateurs, appelé Gold Medal Director’s Chair, lors d'une foire à Chicago. Celui-ci connaitra le succès et son utilisation se démocratisera sur les plateaux de cinéma et de télévision. L'utilisation du terme director's chair se popularise en 1953.